# Mantispa lurida
Mantispa lurida är en insektsart som beskrevs av Walker 1860. Mantispa lurida ingår i släktet Mantispa och familjen fångsländor. Inga underarter finns listade i Catalogue of Life.